# Кирил Попов
Вижте пояснителната страница за други личности с името Кирил Попов.
Кирил Атанасов Попов е един от най-видните български математици, академик на БАН.

## Биография
Роден е на 3 май 1880 г. в Шумен. Бащата на Кирил Попов, Атанас, е търговец от Шумен, живял дълги години в Цариград, участвал в българските национални борби. Анаста, майката на Кирил, притежавала изключителни артистични заложби. Тя била духовната опора за шестчленното си семейство. Атанас и Анаста Попови имали четири деца: Кирил, Методи, Екатерина и Коста. Кирил Попов получава начално и основно образование във Варна. През 1897 г. завършва класическия отдел на варненската гимназия и става учител в основно училище. На другата година се записва във Висшето училище в София, във Физико-математическия факултет, специалност математика и физика. Печели стипендия, която заедно с припечелени пари от преводи от френски му позволява да се издържа по време на следването си. През 1902 г. завършва висшето си образование. Една година учителствува в Свищов, през което време се запознава с трудовете на Ернст Мах и Анри Поанкаре. През 1904 г. е избран за асистент към катедрата по астрономия на Физико-математическия факултет, оглавявана от проф. Марин Бъчваров. Най-слабият му предмет е немският. Двете години като асистент му помагат да задълбочи познанията си по теоретична физика, небесна механика, теория на вероятностите и геометрия.
През 1906 г. Кирил Попов е в Мюнхен, където посещава лекции при професорите Зелингер, Артур Корн и Рьонтген, след което заминава за Хайделберг. Там той се среща с редица изтъкнати астрономи и се запознава с проблема за трите тела и теорията на пертурбациите. През 1907 г. е на специализация в обсерваторията в Ница. Директорът ѝ генерал Ж. А. Л. Басо му помага да започне докторат в Сорбоната, без да е положил предварителен изпит. Кирил Попов посещава лекциите по небесна механика на Анри Поанкаре, като моли световноизвестния учен да му посочи тема за докторската теза. Попов открива неточност във формулите на Поанкаре за движението на астероид 108 Хекуба. Преди края на специализацията си посещава обсерваториите в Гринуич и Страсбург. Прекарва един месец в Лондон, където се запознава с бъдещата си съпруга Кете Ото. Завръща се на асистентското си място в България през 1909 г. Две години работи по тезата си „Един частен случай от задачата за трите тела. Движение на 108 Хекуба“, като отчита пертурбациите на Юпитер от втори порядък. През 1912 тя е одобрена от ръководството на Сорбоната и защитена още същото лято от Кирил Попов. Защитата е при проф. Пол Апел поради нелепата кончина на Поанкаре вследствие на несполучлива хирургическа намеса. Бързата защита е продиктувана от получената мобилизационна заповед от България (започва Балканската война). Това е и нечуван прецедент в историята на Сорбоната – за толкова кратък срок да се свикат всички академици и да се изслуша младият български учен.
През 1914 година Кирил Попов е избран за доцент по диференциално и интегрално смятане в Софийския университет. Интересите на младия доцент по външна балистика се появяват през време на Първата световна война, когато публикува и първия си труд в тази област. През 1920 г. заминава за Берлин, където се запознава с Рихард фон Мизес, който публикува новите му трудове по балистика. От 1925 г. чете лекции по външна балистика в Сорбоната, Берлин и в други немски и френски университети. Кирил Попов посвещава огромна част от творчеството си на проблеми от термодинамиката и необратимите термодинамични процеси. Лауреат е на наградата на Парижката академия на науките, както и на някои от най-високите български държавни отличия. От 1947 г. е член на Българската академия на науките. Написва превъзходни учебници и монографии, участва в десетки международни научни конференции, получава множество награди и отличия. След дълъг и плодоносен творчески път акад. Кирил Попов умира на 1 май 1966 г. в София.
- Паметна плоча на Кирил Попов на стената на дома му
- Жилищната сграда на бул. „Цариградско шосе“ № 15Б

## Научни приноси
Научното дело на акад. Кирил Попов обхваща повече от 150 публикации. В него се очертават главно три основни теми, отговарящи на трите върхови периода от творческата му активност. Първата тема са изследванията му върху движенията на малката планета Хекуба, което е и темата на докторската му дисертация, защитена през 1912 г. под ръководството на Анри Поанкаре. В тази работа акад. Попов коригира предложения от самия Поанкаре метод и с това привлича вниманието на цялата европейска научна общественост. На второ място са забележителните му работи върху балистиката – основният труд на неговия живот. И накрая, когато вече е на 70-годишна възраст, Кирил Попов работи успешно в областта на термодинамиката.
Научните интереси и постигнатите резултати от акад. Попов се отнасят главно към приложенията на математиката в други науки – механиката и физиката. Това се обяснява с неговите възгледи за единство на математиката и природата – за него математиката бе естествена наука.

## Памет
Пловдивската математическа гимназия носи името на акад. Кирил Попов. На него е наречена и улица в кварталите „Витоша“ и „Студентски град“ и жилищен комплекс „Малинова долина“ в София (Карта).
От 1986 г. в гр. Шумен ежегодно се провежда математически турнир „Академик Кирил Попов“ за ученици от II до VII клас.